# ان‌جی‌سی ۱۱۶
ان‌جی‌سی ۱۱۶ (به انگلیسی: NGC 116) یک کهکشان با قدر ظاهری ۱۴٫۵ است که در صورت فلکی نهنگ قرار دارد.